# Plazac
Plazac is een gemeente in het Franse departement Dordogne (regio Nouvelle-Aquitaine) en telt 736 inwoners (2008). De plaats maakt deel uit van het arrondissement Sarlat-la-Canéda.

## Geografie
De oppervlakte van Plazac bedraagt 33,77 km², de bevolkingsdichtheid is 17,0 inwoners per km².
De onderstaande kaart toont de ligging van Plazac met de belangrijkste infrastructuur en aangrenzende gemeenten.

## Demografie
Onderstaande figuur toont het verloop van het inwonertal (bron: INSEE-tellingen).